# Vị Thanh
Vị Thanh – miasto w południowym Wietnamie, stolica prowincji Hậu Giang.